# Retrato de la esposa de Becuccio Bicchieraio
El Retrato de la esposa de Becuccio Bicchieraio o Retrato de la esposa de Domenico de Gambassi es una obra al óleo sobre tabla del artista italiano Andrea del Sarto, que formó parte de la perdida predela del Retablo de Gambassi, junto con el retrato del marido. Hoy la obra se conserva, junto con el pendant, en el Instituto de Arte de Chicago.

## Historia

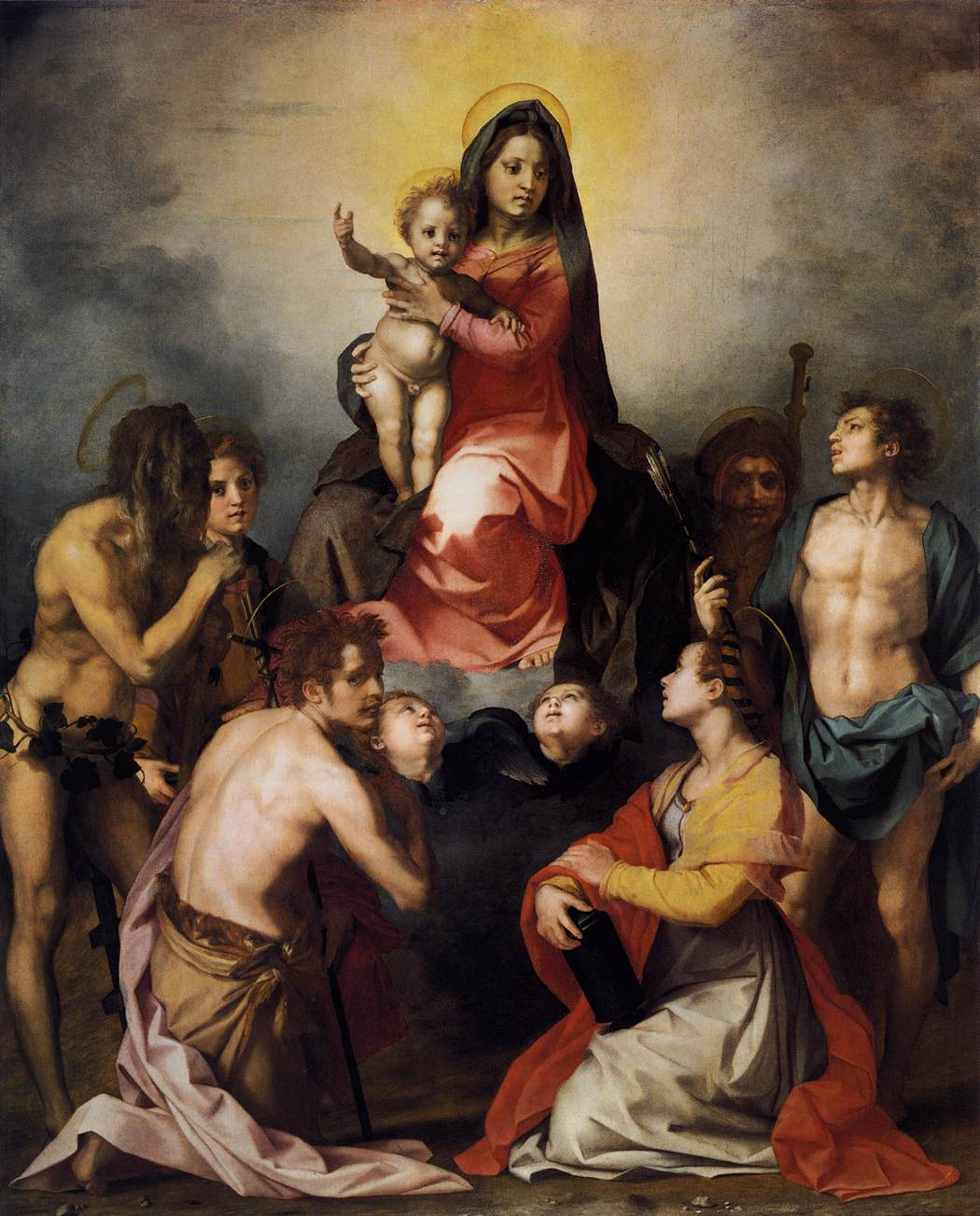
Retablo de Gambassi, obra de Andrea del Sarto (Galería Palatina del Palacio Pitti, Florencia, Italia)

Andrea del Sarto realizó el retablo en la última fase de su vida, entre 1525 y 1526 aproximadamente. El retrato se pintó en Florencia después de la estancia del artista en Luco di Mugello y se creó para formar parte, junto con el Retrato de Becuccio Bicchieraio, de la predela del Retablo de Gambassi, encargado por el propio marido de la retratada, que era amigo del pintor y así apodado por su profesión (bicchieraio, 
vidriero). Noticias relacionadas con su realización son descritas por Giorgio Vasari en su Vidas (1568), donde escribió que:

De regreso Andrea en Florencia, trabajó para Becuccio Bicchieraio da Gambassi, muy amigo suyo, en una tabla con una Nuestra Señora en el aire con el Hijo en el regazo, y abajo cuatro figuras, San Juan Bautista, S. María Magdalena, S. Sebastián y San Roque; y en la predela retrató del natural a Becuccio y su mujer, que son vivísimos. Esta tabla está ahora en Gambassi, castillo entre Volterra y Florencia en la Valdelsa.
Giorgio Vasari, en su Vita d'Andrea del Sarto eccellentissimo pittore fiorentino

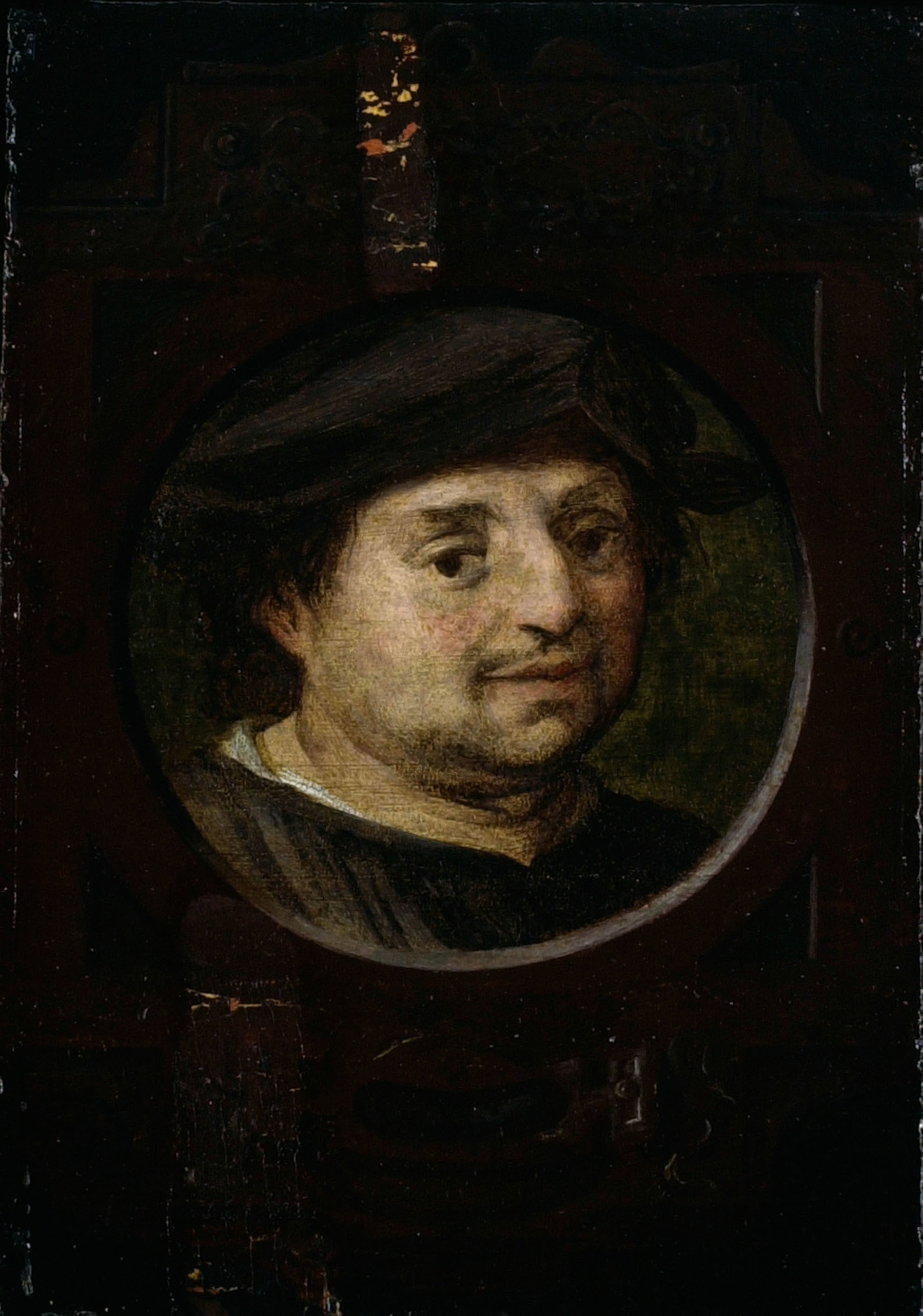
Retrato de Becuccio Bicchieraio, obra de Andrea del Sarto (Art Institute of Chicago, Chicago)

El retablo de altar quedó en la Iglesia de los santos Lorenzo y Onofre de Gambassi desde 1525-26 hasta 1637, cuando confluyó en las colecciones de la familia Médici en el Palacio Pitti, donde el retablo todavía permanece. Mientras, los dos pequeños retratos debieron probablemente entrar en la Villa medicea de Poggio Imperiale con Leopoldo de Médici hacia 1655, ya que se los menciona en dos inventarios de ese año y de 1692, en los cuáles vienen así descritos:

Dos cuadritos en tabla, alto s. 7 largo 1/4 pintados en tondo de mano de Andrea del Sarto, en uno su ret., en el otro el retr. de su esposa.

Las medidas descritas en los inventarios del siglo XVII corresponden fuertemente, si bien aquí aparecen confundidos como un autorretrato del mismo Andrea del Sarto y un retrato de su esposa. Pero desde finales del siglo XVII no se sabe nada más de los dos retratos hasta el siglo XX, cuando fueron vendidos en Nueva York y adquiridos en 1963 por la señora de Murray S. Danforth de Providence,Rhode Island. Poco después, ya en 1964 fue la misma Danforth quien donó los dos retratos al Instituto de Arte de Chicago, donde permanecen.

## Descripción
La obra es un óleo sobre tabla de 22,5 cm de alto y 15,9 cm de largo.
Formaba parte de una predela y a ello debe sus pequeñas dimensiones, que la hacen una retrato en miniatura.
Este retrato de la esposa de un rico artesano aparece en un pequeño tondo, sobre un fondo verde. El rostro está de tres cuartos hacia la izquierda y, al igual que el de su esposo, es una representación realista y sincera. La nariz es corta y de punta redondeada, los labios finos, los ojos grandes y las cejas muy finas, apenas visibles. La mujer tiene los cabellos castaño claro recogidos con una cofia de paño blanco y se aprecia un vestido blanco con mangas azules abullonadas. La mujer tiene un cordón negro al cuello que cae sobre el pecho, probablemente el cordón de un colgante o amuleto.
En el fondo se aprecia la imprimación, que aparece muy esbozada, pero en general la ejecución pictórica deja entrever la capa subyacente en varios puntos.